# Molineria latifolia
Molineria latifolia är en enhjärtbladig växtart som först beskrevs av Jonas Dryander och William Townsend Aiton, och fick sitt nu gällande namn av Herb. och Wilhelm Sulpiz Kurz. Molineria latifolia ingår i släktet Molineria och familjen Hypoxidaceae.

## Underarter
Arten delas in i följande underarter:
- M. l. latifolia
- M. l. megacarpa

## Bildgalleri

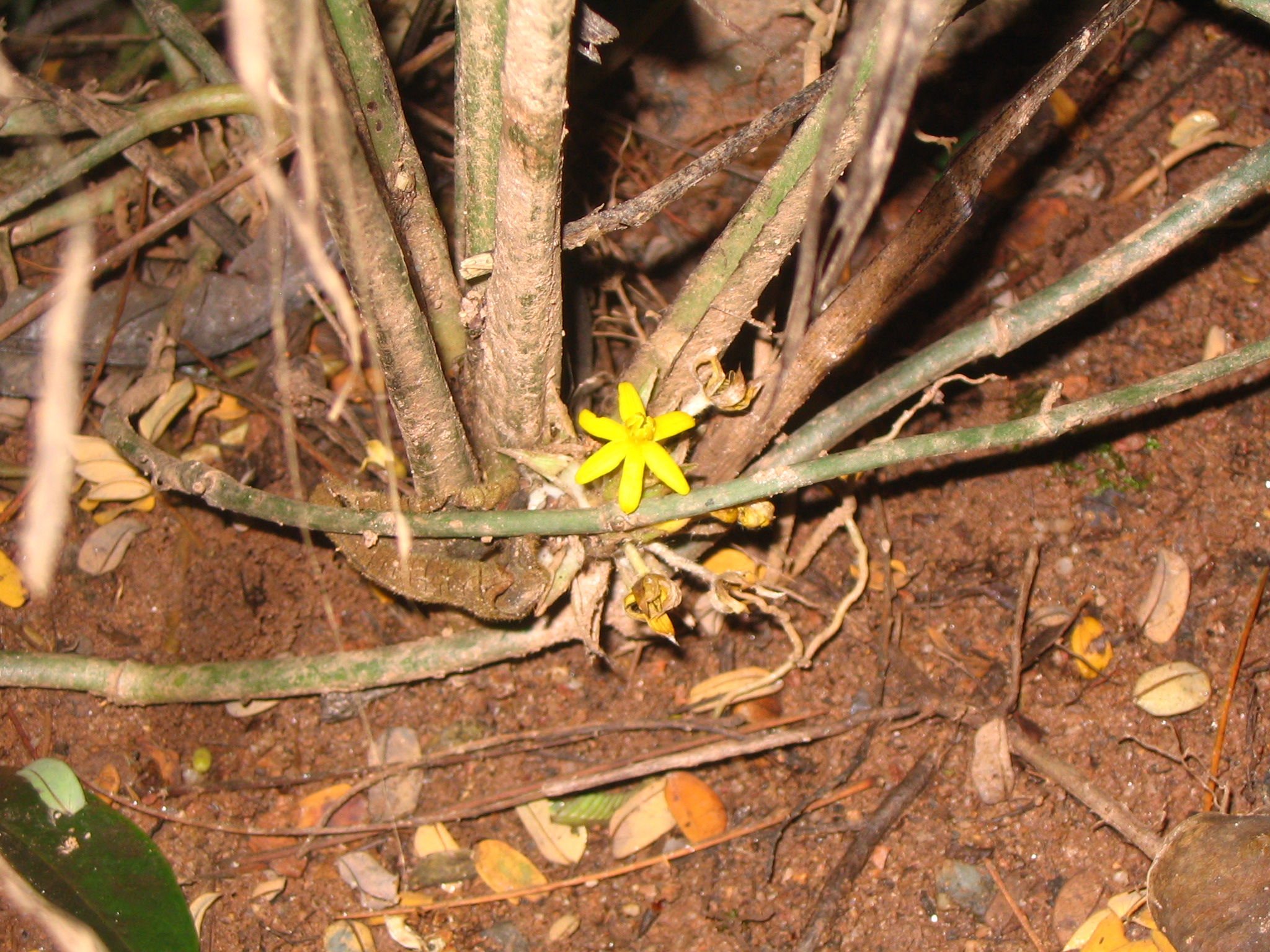